# Blatnice (přítok Želetavky)
Potok Blatnice je pravostranným přítokem řeky Želetavky, který protéká na jihozápadě Moravy okresy Jindřichův Hradec, Třebíč a Znojmo. Délka Blatnice činí 18,9 km a plocha povodí měří 73,9 km². Řádově spadá do páté kategorie vodních toků. Pramení severně od obce Chvalkovice (Dešná) v Jihočeském kraji. Východně od Lubnice se vlévá do vodního toku Želetavky. Tak jako ostatní přítoky Želetavky (Bihanka, Menhartický potok) má i Blatnice charakter pstruhového potoka. Přítoky Blatnice jsou malé potoky, které zejména v létě často vysychají Pro Blatnici je typické její meandrování ve vlhkých loukách s hloubením kaňonů a vytváření lesních strží.

## Historie
Říčka Blatnice nesla před odsunem německého obyvatelstva název Ungarsbach. Podle názvu potoka byla také pojmenována jedna z polních tratí (Flurname) obce Korolupy. Název potoka neměl nic společného s Uhry, jak uvádí Časopis Německého spolku pro dějiny Moravy a Slezska (německy Zeitschrift des Deutschen Vereines für die Geschichte Mährens und Schlesiens). Jméno potoka bylo podle historiků odvozeno od slovního základu "unge" (německy Kröte) - ropucha, žabec, žabka, tedy potok s velkým výskytem žab. Blatnice skvrnitá je také jméno žáby, která se na potoce vyskytuje. Původní německé obyvatelstvo nazývalo potok "Klampferbach" a to podle zámeckého mlýna "Klampfermühle" na něm hospodařícím. Gregor Wollny popisuje Uherčický a Vratěnínský rybník jako rezervoáry vody sloužící k hospodářským účelům pro pěstování rákosí. Kaprů v nich bylo jen velmi málo.
Na mapě I. vojenského mapování je zachycena velká vodní plocha na řece Blatnici u korolupského mlýna, která byla v následujících letech vysušena a přeměněna na pole a louky. Na mapě II. vojenského mapování je již zakreslen náhon ke korolupskému mlýnu. Vodní toky luční prostor po jeho obvodu kopírují. Na současném záplavovém území v údolí řeky Blatnice se podepsalo rušení malých vodních mlýnů v 50. letech 20. století, rozorávání mezí v době komunistického režimu, ale také dva stavební zásahy na korytě řeky. V Uherčicích JZD přeložilo kvůli obdělávání louky mechanizací koryto řeky z pravé strany zámecké louky na stranu levou, dokonce se uvažovalo i o zatopení louky a vytvoření rybníka. Tím také došlo k zaslepení náhonu u zámeckého mlýna. Druhý zásah provedlo JZD v Korolupech. V době socialistického budování obce byl zrušen nejen náhon k vodnímu mlýnu, ale také malý rybníček nade mlýnem, který sloužil v době velké vody jako odlehčovací koryto. Hráz původní vodní plochy je dodnes viditelná. Umělý přítok z jižní strany obce v údolí byl přetvořen v rybník, který měl sloužit hospodářským účelům JZD.

## Popis toku
Prameniště Blatnice se nachází v malém hájku jižně od obce Dešná, kterou potok ze severu obtéká a po soutoku s Dešovským potokem nabírá prudce jižní směr a následně vytváří vodní plochu Dešná. Na rozhraní Jihočeského kraje, Jihomoravského kraje a Vysočiny přibírá Blatnice Rancířovský potok. Lesní porost podél potoka při úpatí kopce Kysibl asi 2,6 km jihovýchodně od centra obce Rancířov je chráněnou oblastí. V Jihomoravském kraji nabírá říčka jihovýchodní směr a protéká obcí Mešovice. Před obcí Uherčice na svém toku přibírá pravostranný přítok Vratěnínského potoka, na kterém se nachází vodní plocha Vratěnínský rybník. U obce Uherčice se Blatnice stáčí prudce k severu a kopíruje západní hranici zámecké louky, pokračuje kolem zámeckého mlýna (německy Klampfermühle) a Collaltovské cihelny a následně vtéká do korolupského katastru. Obec Korolupy říčka obtéká v západním údolí v malebných meandrech. Zde se nachází vodní plocha Korolupský rybník. Rybník byl vybudován na umělém kanálu protékajícím na jihu obce Korolupy. Vytéká z rybníka a u bývalého mlýna a pily čp. 1. se vlévá do Blatnice. U skalních stěn přírodní rezervace Suché skály a patrové budovy Lubnického mlýna čp. 52 s dochovaným náhonem a vantroky se Blatnice vlévá do vodního toku Želetavky.
Zejména v letním nebo suchém podzimním období mívá Blatnice málo vody. Nejvíce znečišťují a ovlivňují jakost její vody zemědělské chemikálie z okolních polí. Zvláště organická hnojiva zhoršují kyslíkový režim řeky. Výsledky zkoumání z roku 1998 a 2008 potvrdily výraznou devastaci nejen Blatnice, ale zejména i Želetavky. Průzkum potvrdil pro povodí Želetavky schopnost rychlého samočištění a k roku 2015 se pro celý tok Želetavky i s jejími přítoky odhaduje pokles tohoto znečišťujícího trendu.
| Hydrické charakteristiky z měřící stanice na Želetavce - průměr z let 1931 a 1960 | Hydrické charakteristiky z měřící stanice na Želetavce - průměr z let 1931 a 1960 | Hydrické charakteristiky z měřící stanice na Želetavce - průměr z let 1931 a 1960 | Hydrické charakteristiky z měřící stanice na Želetavce - průměr z let 1931 a 1960 |
| Název stanice                                                                     | Srážky mm                                                                         | Specifický odtok 1s/km²                                                           | Průtok m³/s                                                                       |
| --------------------------------------------------------------------------------- | --------------------------------------------------------------------------------- | --------------------------------------------------------------------------------- | --------------------------------------------------------------------------------- |
| Nad Blatnicí                                                                      | 6203                                                                              | 440                                                                               | 65                                                                                |

## Vegetace
Povodí říčky Blatnice je lemováno převážně lesními společenstvy, která na svazích nad nivami zastupují dubohabřiny. V nivách převažuje vegetace olšového porostu. Luční vegetace je zastoupena převážně ve vlhkých loukách. Zachovalost krásy okolí Blatnice je přímoúměrná stupni vlhkosti a stupni degradování krajiny. V zachovalých oblastech překvapuje pestrost lesních i lučních společenstev. Bohužel zde najdeme i porosty ovlivněné zemědělstvím a lesnictvím. Významnými lokalitami jsou chráněná přírodní památka Kysibl se svým společenstvem listnatých lesů s různě velkými a zachovalými loukami a polními kulturami, přírodní rezervace Suché skály s kamenným mořem a na levém svahu u Lubnice přírodní rezervace Lubnické stráně se stepní květenou, ale i Uherčická louka se dvěma menšími rybníky obklopenými loukami s mokřadními společenstvy vzácných druhů rostlin.